# Newfoundland and Labrador Route 438
Newfoundland and Labrador Route 438, afgekort Route 438 of NL-438, is een 29 km lange provinciale weg in de Canadese provincie Newfoundland en Labrador. De weg, ook wel Croque Road genoemd, bevindt zich in het oosten van het Great Northern Peninsula, in het uiterste noorden van het eiland Newfoundland. 
Route 438 verbindt de afgelegen kustdorpen Croque en Grandois-St. Julien's met Route 432.

## Traject
Route 438 begint als aftakking van Route 432 op zo'n 6 km ten zuiden van het dorp Main Brook. De weg gaat dan gedurende 20 km in zuidoostelijke richting doorheen het heuvelachtige en dichtbeboste gebied totdat ze uitkomt in het dorp Croque. Onderweg passeert de weg onder meer een groeve met landingsstrook en loopt hij langs de oever van enkele meren, waaronder de Tom Roses Pond. Net voor hij in Croque arriveert overbrugt de weg nog de rivier Freshwater Creek.
Eens voorbij Croque gaat de weg nog zo'n 9 km verder in noordoostelijke richting tot aan haar uiteindelijk eindpunt in Grandois-St. Julien's.